# Benedikt
Benedikt (hasta 1952 Sveti Benedikt v Slovenskih Goricah, literalmente "San Benedicto en las Colinas Eslovenas") es una localidad de Eslovenia, capital del municipio homónimo.
En 2016 la localidad tiene 1078 habitantes, algo menos de la mitad de la población del municipio.
Se sitúa sobre la carretera 449, que une Podgrad con Dolnja Počehova.
La localidad recibe su nombre de la iglesia parroquial de San Benito, gótica del siglo XIV y reconstruida en los siglos XVIII-XIX.